# Aufstand der Muslimbrüder in Syrien

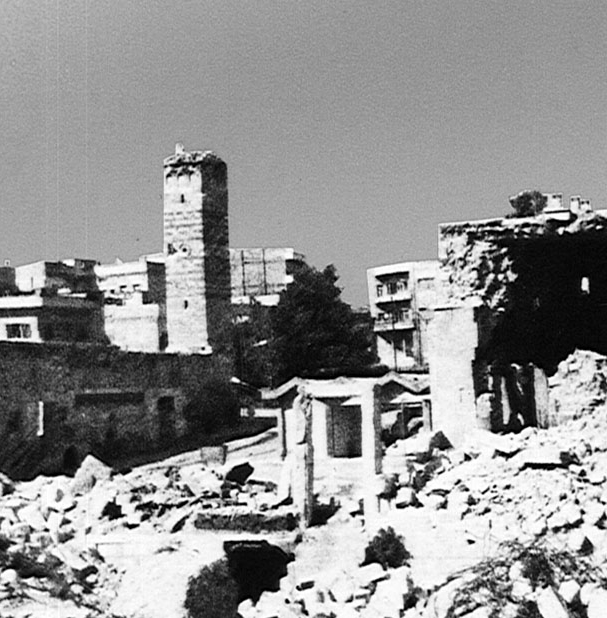
Die Stadt Hama nach dem Massaker 1982

Der Aufstand der Muslimbrüder in Syrien war von 1976 bis 1982 eine Serie von bewaffneten Aufständen durch sunnitische Islamisten, hauptsächlich Mitglieder der Muslimbruderschaft, gegen die baathistische Regierung Syriens unter Hafiz al-Assad. Der Aufstand mündete 1982 in der Niederschlagung durch die syrische Armee im Massaker von Hama.

## Vorgeschichte
Nach dem Staatsstreich von 1970 und der Machtübernahme durch Hafiz al-Assad litt Syriens Wirtschaft Ende der 1970er Jahre unter Inflation, Korruption und ausbleibenden Zuwendungen der Golfstaaten. Hinzu kam die Intervention im libanesischen Bürgerkrieg auf Seiten christlicher Milizen, die sowohl von linken und säkularen Kräften als auch von konservativen Sunniten abgelehnt wurde. Der zunehmende Nepotismus und die Besetzung der Militär- und Geheimdienstführung mit der al-Assad-Familie nahestehenden Alawiten entfremdeten weite Teile der Gesellschaft, besonders die politisierten Angehörigen der Mittelschicht, zusätzlich. Dies führte zu einer Kette von Unruhen, die von verschiedenen Kräften getragen und unter dem Namen Ahdath zusammengefasst wurde. Sie wurden von drei verschiedenen Kräften getragen:
- ein aus Nasseristen sowie kommunistischen und baathistischen Splittergruppen bestehenden linksnationalistisches Oppositionsbündnis um Dschamal al-Atassi, der „Nationale Demokratische Zusammenschluss“,
- unabhängige Intellektuelle, Journalisten, Gewerkschaftsführer und liberale islamische Geistliche, die einen „dritten Weg“ zwischen der Assad-Regierung und der bewaffneten islamistischen Bewegung einschlagen wollten und
- die sunnitisch-islamistische Bewegung, organisiert in den Muslimbrüdern.[2]

Ende 1979 erfasste eine Welle von Streiks und Demonstrationen Syrien. Die Regierung reagierte mit Härte: Im März 1980 wurde die Stadt Dschisr asch-Schughur von Regierungstruppen beschossen, es gab Dutzende von Toten. Aus Protest rief die Opposition zu einem Generalstreik auf. Die Regierung reagierte mit Massenverhaftungen und löste die Gewerkschaften per Dekret auf. Damit zerstörte es die säkulare Opposition. Überreste des „Nationalen Demokratischen Zusammenschlusses“ konnten nur in der Illegalität weiterarbeiten. Aleppo wurde im April 1980 vom Militär besetzt, das auf Demonstranten schoss und Tausende Menschen verhaftete.
Von da an lag die Führung der Rebellion bei den Muslimbrüdern.

## Muslimbrüder im Aufstand
Die syrische Muslimbruderschaft befand sich seit dem Putsch der Baath-Partei 1963 in der Opposition, weil sie den baathistischen Säkularismus ablehnte. Verstärkt wurde diese Abwehr seit dem Putsch des militärischen Baath-Flügels 1966, der den Sunniten Amin Hafez entmachtete und stattdessen eine alawitische Führung um Salah Dschadid an die Macht brachte. Die Muslimbrüder hielten Alawiten trotz deren gegenteiliger Versicherungen nicht für Muslime.
Seit Mitte der 60er Jahre begannen sie, konspirative Gruppen für gewaltsame Anschläge aufzubauen, die sich „Jugend Mohammeds“, „Soldaten Allahs“, „el-Taliaa el-Moqatila“ (Kämpfende Avantgarde) u. a. nannten. Zunächst wurden mehrere ihrer Führer hingerichtet. 1976 übernahm Scheich Adnan Aqlah die Führung und die Gruppen gingen dazu über, Anschläge auf baathistische und alawitische Ziele auszuführen, was die interkonfessionellen Spannungen verschärfte. Am 16. Juni 1979 verübte die Untergrundbewegung das „Massaker an der Artillerieschule“ von Aleppo, bei dem 50 alawitische Kadetten getötet wurden. Die Alawiten wurden gezielt getötet, andere Offiziersschüler ließen die Täter gehen. Es sollte ein Startsignal für einen Volksaufstand wie im Iran gegen den Schah sein. Assad reagierte, indem er zunächst gegnerische Kräfte in der Baath-Partei und unter den Alawiten unter Kontrolle brachte. Nach blutigen Kämpfen zwischen dem bewaffneten Arm der Muslimbrüder und regierungstreuen Truppen gelang es Assad, deren Revolte zunächst niederzuwerfen. Ihre Organisation mit geschätzten 10.000 bis 30.000 Mitgliedern und etwa 1000 Untergrundkämpfern blieb aber intakt, sie gaben sich eine neue Führung, zu der auch Ali Sadreddin al-Bajanuni gehörte.
Am 26. Juni 1980 entkam Hafez al Assad nur knapp einem von den Muslimbrüdern verübten Attentat, nachdem einige ihrer Kämpfer es geschafft hatten, in den Präsidentenpalast (Damaskus) einzudringen. Am nächsten Tag befahl Hafez’ Bruder Rifaat al-Assad ihm loyalen Spezialeinheiten, mehrere Hundert im Gefängnis Tadmur inhaftierte Muslimbrüder zu töten. Einen Monat später wurde „Gesetz Nr. 49“ verkündet, wonach Mitgliedschaft bei den Muslimbrüdern mit dem Tod bestraft wurde.
Die Muslimbrüder antworteten mit der Bildung der Islamischen Front in Syrien, welche den Widerstand auf eine breitere Basis stellen sollte. Dabei wurden sunnitische und alawitische Baathisten ebenso durch Flugschriften angesprochen. Anschläge auf Alawiten, die als Stützen des Regimes wahrgenommen wurden, gingen jedoch weiter. 1981 verübte die Organisation in der Hauptstadt Anschläge auf das Büro des Premierministers, des Luftwaffenhauptquartiers, ein Zentrum russischer Militärberater und eine Rekrutierungsstelle des Militärs. Bei letzterem Anschlägen wurden mehrere hundert Zivilisten verletzt.
Nach einer US-amerikanischen Geheimdienststudie war geplant, einen Aufstand in mehreren syrischen Städten mit einem Staatsstreich alawitischer Militärs zu koordinieren, die sich dem ersten alawitischen Machthaber Salah Dschadid verpflichtet fühlten, und Assad damit zu entmachten. Die Verschwörung im Militärapparat wurde aber Anfang 1982 aufgedeckt. Danach begannen die syrischen Sicherheitskräfte mit massierten Durchsuchungsaktionen in Dar'a und Hama, um die Untergrundstruktur der Muslimbrüder auszuheben. Daraufhin beschlossen diese, in ihrer Hochburg Hama mit dem Aufstand zu beginnen.
Ihre Führung verließ ihr Exil in Brüssel, um die Kämpfe in Syrien koordinieren zu können. Am 2. Februar 1982 forderten Moscheelautsprecher in Hama die Bevölkerung zum Dschihad auf und gaben bekannt, in welchen Moscheen Waffen verteilt würden. Gleichzeitig begannen ihre bewaffneten Einheiten mit Angriffen auf Regierungsgebäude. Die Regierung reagierte mit Luftangriffen und der Entsendung von Spezialeinheiten, die Assads Bruder Rifaat unterstanden. Sie bestanden aus Alawiten und Kurden. Nachdem diese die Stadt mit Panzern und Artillerie zurückerobert hatten, zerstörten sie mehrere Stadtviertel vollständig und verübten zahlreiche Massaker an den Einwohnern Hamas, denen nach Schätzungen 10.000 bis 40.000 Menschen zum Opfer fielen.

## Folgen
Es gelang Hafiz al-Assad, sowohl die säkulare als auch die religiöse Opposition zu zerschlagen und mit dem Massaker von Hama ein allgegenwärtiges Klima der Angst zu erzeugen, von dem sich die gesamte syrische Opposition seitdem nicht mehr erholt hat. Gerade weil die Ereignisse tabuisiert wurden, hielten sie die Syrer lange in einer kollektiven Furcht. Infolge der von den Muslimbrüdern gezielt auf Alawiten verübten Anschläge vertieften sich die interkonfessionellen Spannungen in Syrien.